# Magical JanKen Pon
 (janvier 2010).
Si vous disposez d'ouvrages ou d'articles de référence ou si vous connaissez des sites web de qualité traitant du thème abordé ici, merci de compléter l'article en donnant les références utiles à sa vérifiabilité et en les liant à la section « Notes et références ».
Magical JanKen Pon est une série de bandes dessinées françaises d'inspiration sentai de Philippe Cardona. Le premier tome est sorti en juillet 2008 et le second en mai 2009.

## Synopsis
Pol Lux, jeune ado de 15 ans, asocial, perclus de problèmes chroniques et dont le père ne semble guère l'apprécier découvre accidentellement le secret de ses origines: sa mère décédée venait d'une terre parallèle nommée Drimone et faisait partie de ses soldats d'élite : les officiers JanKen. Pendant que sa seule amie Caroline libère accidentellement un criminel de Drimone enfermé dans un miroir spécial et prend sa place, il met la main sur la source de la force des officiers JanKen : la mitaine JanKen. Désormais suivi par l'ancien assistant de sa mère, il se voit contraint d'apprendre les techniques JanKen pour espérer libérer son amie et également venir en aide à ses camarades de classe qu'il n'apprécie absolument pas.
Il se voit également flanqué de l'aide plus ou moins volontaire de deux de ses camarades de classe : un populaire moqueur et un nerd isolé → le miroir où est enfermé Caroline fait oublier progressivement son souvenir chez les personnes qui la connaissait, y compris sa famille, seuls eux trois n'ont aucune difficulté à se rappeler d'elle.

## Personnages
Pol Lux : le héros, il se fait appeler "Magical JanKen Pon" quand il se transforme. Surnommé "le vampire" par ses camarades du fait qu'il ne tolère pas les lumières vives ni le soleil. Il est asocial et ne prête guère attention à ce qu'on pense de lui. Il vit seul dans une grande maison avec son père mais lui parle peu. Il se plie à l'entrainement des officiers JanKen dans le but de libérer son amie Caroline.
Caroline Tortue : Nouvelle arrivante dans le collège de Pol, elle est plutôt franche et ne s'en laisse pas conter. Elle sympathise vite avec Pol, devenant sa seule amie. Elle se fait enfermer par accident dans un miroir spécial libérant du même coup Bido.
Lestatomiamia de la Chatiflerie : il ressemble à un chat et est l'ancien assistant de la mère de Pol. À la mort de celle-ci il fut chargé de surveiller les reliques de celle-ci ainsi que le criminel Bido, dans la maison même des Lux et à leur insu. A la libération de Bido il se fait le mentor de Pol, lui enseignant l'art des officiers JanKen.
Bido : Il est un lieutenant de l'armée "Happy métal" (cette armée, vaincue quelques années auparavant sur Drimone, est notamment responsable du décès de la mère de Pol). Il dispose de pouvoirs électriques et cherche à ouvrir une brèche dimensionnelle pour libérer ses maîtres.
Cooba Dutallus : Un des collégiens les plus moqueurs envers Pol. Il va se retrouver contre son gré impliqué dans les plans de Bido et sera le premier à découvrir l'identité parallèle de Pol. Malgré son attitude habituelle mesquine, voir méchante il est courageux et a bon fond.
Stéphane Chambellan : Collégien dans la même classe que Pol. Il semble vivre dans un film de Science Fiction et émaille ses conversations de références à cet univers. Il est cependant très perspicace : sans même en avoir (sans doute) véritablement conscience, il a compris que Pol était un "super héros" et responsable d'un des sauvetages de sa classe. Depuis, il ne cesse de le coller tel un assistant fidèle (mais encombrant).

## Anecdotes
- Le terme "JanKen" fait référence au nom japonais de pierre-papier-ciseaux. Les techniques JanKen de base sont d'ailleurs directement tirées de ce jeu.
- Le lieu de l'histoire, Port-Veyre, "belle ville du sud de la France où le soleil brille tous les jours" est un clin d'œil à la ville de résidence de l'auteur : Aix-en-Provence (mais aussi à Marseille où il a grandi).
- Comme à son habitude, l'auteur multiplie les clins d'œil à d'autres œuvres. On peut voir des références à Sentaï School, One Piece, Foot 2 rue, etc.
- Les trois héros masculins (Cooba, Pol et Stéphane) disposent de leurs propres pages sur le site communautaire Facebook
- Le miroir des embaumettes est une référence directe à la prison marseillaise des Baumettes.